# 乔卢基王朝

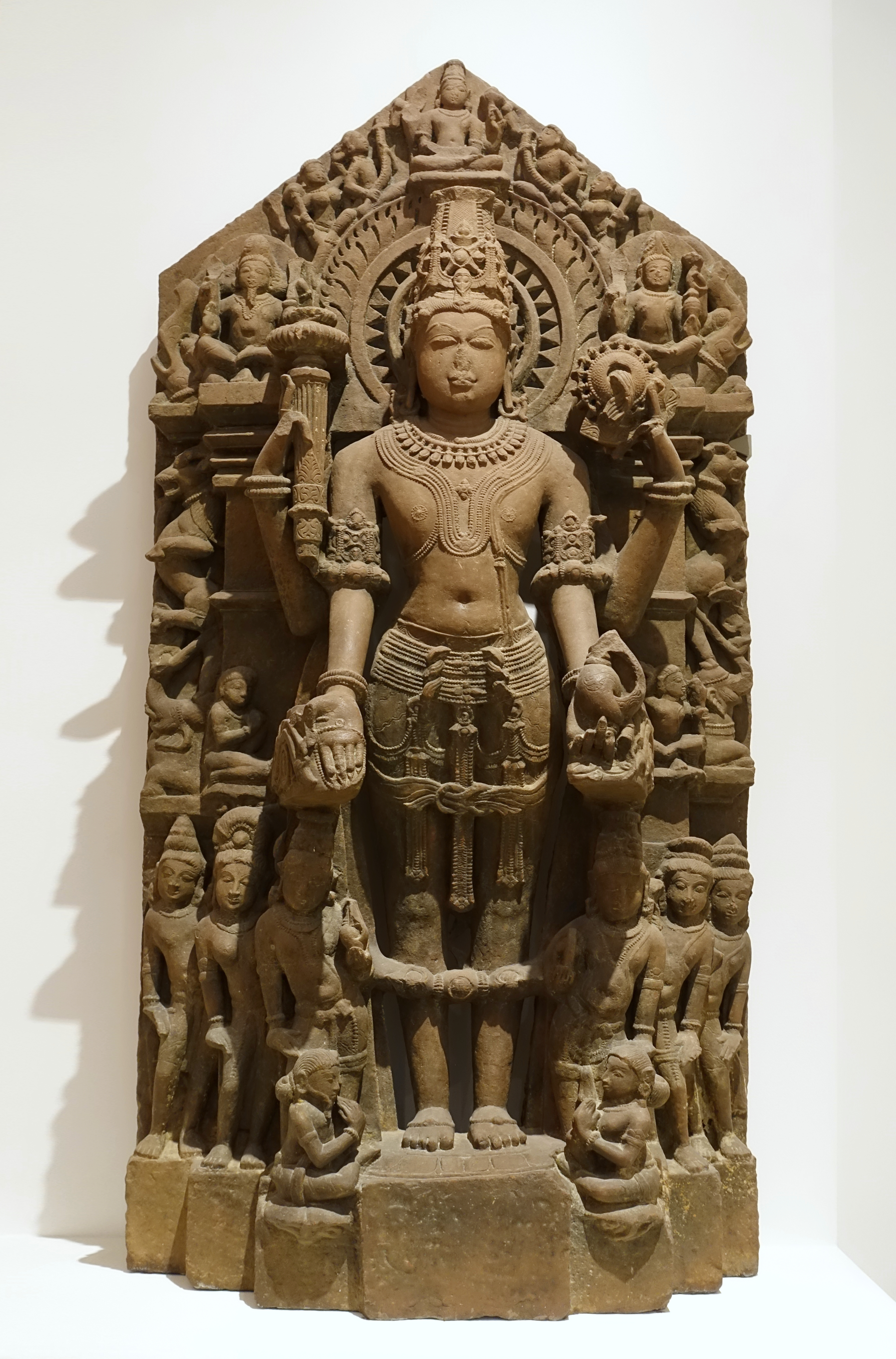
喬盧基王朝時期的毗湿奴雕像，收藏於达拉斯艺术博物馆

乔卢基王朝又稱索蘭奇王朝，是940年至1244年期間曾統治古吉拉特邦和拉贾斯坦邦部分地区、中央邦摩腊婆的王朝。乔卢基王朝由拉傑普特人建立。
王朝統治末期，國內一直有封臣叛亂，國家又遭受帕拉瑪拉王朝、古尔王朝、雅達瓦王朝以及其他實力的入侵。1240年代，瓦蓋拉家族奪取了乔卢基王朝的控制權并建立了新王朝。